# Cuneiforme elamite
Cuneiformele elamite sunt un sistem de scriere care a fost folosit pentru scrierea limbii elamite. Există aproximativ 20.000 de obiecte cu cuneiforme elamite (majoritatea tăblițe). Majoritatea obiectelor aparțin perioadei ahemenide a limbii elamite, inscripțiile fiind în mare parte consemnări economice. 

## Istorie & descifrare
Limba elamită (în uz din aproximativ 2800 î. e. n. până în 330 î. e. n.) este o limbă care a fost vorbită de elamiții antici, care au trăit în provinciile Khuzestan & Persida din sudul Iranului. Elamita a fost pentru mult timp o enigmă pentru oamenii de știință din cauza insuficienței resurselor pentru cercetarea sa și a neregulilor constatate în textele pe care au fost cercetate până atunci.  Se pare că nu are nicio legătură cu limbile și indo-europene vecine. Cercetătorii susțin cu înverșunare mai multe ipoteze despre originea sa, dar nu au o teorie clară.
Cuneiformele elamite vin în 2 variante, prima, derivată din cuneiformele sumero-akkadiene, a fost folosită în timpul mileniului al III -lea î. e. n. și al II -lea î .e. n și o formă simplificată folosită în timpul primului mileniu î. e. n.. Principala diferență dintre cele 2 variante este reducerea glifelor utilizate în versiunea simplificată. La un moment dat, ar fi existat doar aproximativ 130 de cuneiforme elamite în uz. De-a lungul istoriei cuneiformelor elamite, în total au fost folosite doar 206 de caractere diferite.
Cea mai veche text scris cu cuneiforme elamite cunoscut e un tratat între akkaddieni și elamiți care datează din 2200 î. e. n.. Cu toate acestea, unii cred că cuneifromele elamite ar fi putut să fi fost folosite încă din 2500 î. e. n.. Obiectele care conțin inscripții cuneiforme elamite au fost păstrate necorespunzător, astfel încât numai bucățele din acele obiecte pot să fie citite, însă se înțelege că cel mai vechi text cu cuneiforme elamite este un tratat între regele akkadian Nāramsîn și conducătorul elamit Hita. Referințele frecvente precum „prietenul lui Nāramsîn este prietenul meu, inamicul lui Nāramsîn este inamicul meu” idică relația bună dintre cei 2.
Cele mai renumite și cele care în cele din urmă duc la descifrarea cuneiformelor elamite sunt textele găsite în Inscripția de la Behistun, care a fost comandată de împărații persani ai Imperiului Ahemenid. Inscripțiile, asemănătoare cu cele de pe Piatra Rosetta, au fost scrise cu 3 sisteme de scriere diferite. Primul sistem de scriere a fost cuneiformele persane vechi, descifrate în 1802 de Georg Friedrich Grotefend. Al doilea sistem de scriere, cuneiformele babiloniene, au fost descifrat la scurt timp după vechiul textul persan. Pentru că elamita nu seamănă cu limbile învecinate care erau semitice, descifrarea cuneiformelor elamite a fost amânată până în anii 1840. Chiar și astăzi, lipsa surselor și a materialelor comparative împiedică cercetarea ulterioară a limbii elamite.

## Inventar de caractere
Elamita redus considerabil numărul de glife cuneiforme. Din întreaga istorie a cuneiformelor elamite, se folosesc numai 206 de glife; la un moment dat, numărul a fost destul de constant la aproximativ 130 de glife. Cuneifomele de pe primele tăblițe cu cuneiformele elamite sunt în totalitate silabice, cu aproape toate glifele akkadiene silabice, fiind adoptate valori de forma de CV sau de VC. De-a lungul timpului, numărul de glife cu valori silabice s-a redus în timp ce numărul de logograme creștea. Apoximativ 40 de glife silabice cu o valoare de forma CVC erau folosite din când în când, dar ele par a fi fost folosite pentru valoarea consoanică și li s-a ignorat valoarea vocalică. De asemenea erau folosite și câteva determinante.
|         | Ca        | Ce                  | Ci                  | Cu              |  | aC      | eC        | iC        | uC        |
| ------- | --------- | ------------------- | ------------------- | --------------- |  | ------- | --------- | --------- | --------- |
| p b     | 𒉺 pa 𒁀 ba | 𒁁 be                | 𒉿 pe ~ pi           | 𒁍 pu            |  | 𒀊 ap    | 𒅁 (𒌈) ip  | 𒅁 (𒌈) ip  | 𒌒 up      |
| k g     | qa/ka4 ka | 𒆠 ke ~ ki 𒄀 ge ~ gi | 𒆠 ke ~ ki 𒄀 ge ~ gi | 𒆪 ku            |  | 𒀝 ak    | 𒅅 ik      | 𒅅 ik      | 𒊌 uk      |
| t d     | 𒆪 da      | 𒋼 te                | 𒋾 ti                | 𒌅 (tu4) tu 𒁺 du |  | 𒀜 at    |           |           | 𒌓 ut      |
| š       | 𒐼 𒊮 ša    | 𒊺 še                | 𒅆 ši                | 𒋗 šu            |  | 𒀾 aš    | 𒆜 iš ~ uš | 𒆜 iš ~ uš | 𒆜 iš ~ uš |
| s z (č) | 𒊓 sa 𒍝 ca | 𒋛 se ~ si 𒍢 ce ~ ci | 𒋛 se ~ si 𒍢 ce ~ ci | 𒋢 su            |  | 𒊍 as/ac | 𒄑 is/ic   | 𒄑 is/ic   |           |
| y       | ya        |                     |                     |                 |  |         |           |           |           |
| l       | 𒆷 la      | 𒇷 le ~ li           | 𒇷 le ~ li           | 𒇻 lu            |  |         |           |           | ul        |
| m       | 𒈠 ma      | 𒈨 me                | 𒈪 mi                | 𒈬 mu            |  | 𒄠 am    |           |           | 𒌝 um      |
| n       | 𒈾 na      | 𒉌 ne ~ ni           | 𒉌 ne ~ ni           | 𒉡 nu            |  | 𒀭 an    | 𒂗 en      | 𒅔 in      | 𒌦 un      |
| r       | 𒊏 ra      | 𒊑 re ~ ri           | 𒊑 re ~ ri           | 𒊒 ru            |  |         | 𒅕 ir      | 𒅕 ir      | 𒌨 ur      |
| h 0     | 𒄩 ha 𒀀 a  | 𒂊 e                 | 𒄭 hi 𒄿 i            | 𒄷 hu 𒌋, 𒌑 u     |  | 𒄴 ah    |           |           |           |

Silabarul conține 4 vocale: /a/, /e/, /i/ & /u/ (vocalele provenind din akkadiană) și 15 consoane: /p/, /b/,/k/,/g/,/t/,/d/,/š/,/s/,/z/,/y/,/l/,/m/,/n/,/r/ & /h/.

## Sintaxă
Cuneiformele elamite seamănă cu cuneiformele akkadiene (pentru că cele elamite derivă din cele akkadiene), exceptând câteva caracteristici. De exemplu, funcția principală a cuneiformelor akkadiene care au o valoare de forma CVC au fost ca să 2 consoane în locul unei silabe. Astfel, anumite cuvinte foloseau în mod alternativ glifele pentru „tir” și „tar”, iar vocala era ignorată.